# T. D. Reda

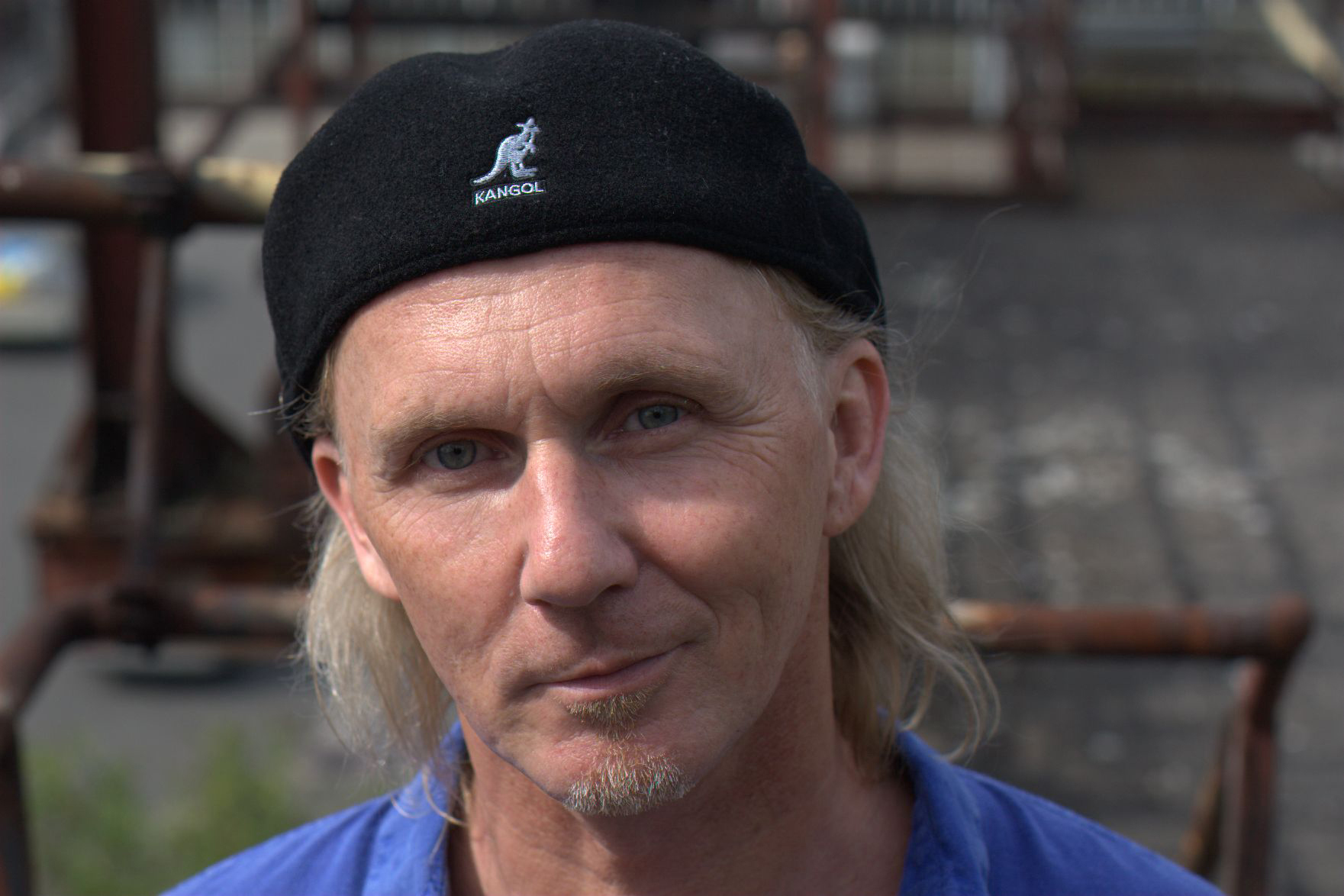
T. D. Reda

T. D. Reda (* 6. Juni 1964 in Essen) ist ein deutscher Schriftsteller.

## Leben
Mit 14 verließ Reda die Hauptschule ohne Abschluss und begann auf der Zeche Zollverein eine Lehre zum Berg-Mechaniker. Drei Jahre später beendete er  die Ausbildung und ging zurück zur Schule. An der Berufsaufbauschule für Technik und später an der Fachoberschule für Technik absolvierte er sein Fachabitur, um an der Universität GHS Essen Maschinenbau zu studieren. Nach zwei Semestern brach er jedoch das Studium ab, machte beim Arbeiter-Samariter-Bund (ASB) in Oberhausen seinen Zivildienst und studierte danach BWL in Essen. Während seines Studiums arbeitete Reda nebenbei als Tourneebegleiter für die Musiker  Long John Baldry, Culture Beat oder Running Wild. 1996 schloss er das Studium ab und arbeitete danach zunächst freiberuflich in einer Musik & Marketing Agentur, bevor er sich 1998 als Kommunikationsberater im Gesundheitswesen selbständig machte. In dieser Zeit war er u. a. drei Jahre  Herausgeber der Zeitung: „Die Gesundheitsnachrichten“. 2007 erschien sein erster Roman: „Die Nacht der Wunder“. Im gleichen Jahr begann er seine Tätigkeit als Dozent in Bochum. 2010 erschien sein zweiter Roman: „Unter der Zweigertbrücke“. Seit 2011 arbeitet Reda ausschließlich als Schriftsteller. Er lebt in Essen.

## Werk
Was wäre wenn ...? Diese Frage beschäftigt Reda in seinen Romanen und Geschichten. Was wäre, wenn in einem Krankenhaus im Ruhrgebiet ein Wunder geschehen würde? Was, wenn plötzlich alle Patienten geheilt wären? Wie würden die Ärzte und Manager des Krankenhauses reagieren, wie die Presse, und wie die Bevölkerung? In seinem 2007 erschienenen Roman „Die Nacht der Wunder“ beantwortet Reda diese Fragen "bis zur letzten Konsequenz"1. „Mit seinem Erstlingswerk hat Reda seiner Heimatstadt ein Denkmal gesetzt“.2 Im Jahr 2010 erschien der Roman „Unter der Zweigertbrücke“. In der "irren Geschichte"3 treiben Außerirdische, Zeitreisende, Seher und Engel ihr Unwesen im Ruhrgebiet. „Ich übrigens glaube, dass all das, was T. D. Reda in seinem neuen Roman erzählt, die reine Wahrheit ist. (...). Wo sonst erregen Ortsfremde mit seltsamer Sprache, ungewöhnlichem Aussehen und geheimnisvoller Herkunft denn weniger Aufsehen“.4

## Veröffentlichungen

### Eigene Publikationen
- Die Nacht der Wunder Roman Henselowsky & Boschmann 2007, ISBN 978-3-922750-83-3
- Unter der Zweigertbrücke Roman Henselowsky & Boschmann 2010, ISBN 978-3-942094-05-4
- Zibulla – Nix für ungut! Ruhrstadts härtester Ermittler. Droste Verlag 2015. ISBN 978-3-7700-1545-0
- Zibulla – Auf dicke Hose, Emons Verlag 2021, ISBN 978-3-7408-1248-5

### Sammelbandbeiträge
- Das schlechte Gewissen in: Wernfried Stabo: Ey du fröhliche... Henselowsky Boschmann, Bottrop 2008, ISBN 978-3-922750-87-1
- Kein Ort für Kassenschlager in: Monika Buschey Von Menschen und Orten – Exkursionen in die Herzkammern des Ruhrgebiets. Henselowsky-Boschmann, Bottrop 2010, ISBN 978-3-942094-10-8.
- Doktor Jack in: Julia Wilmsmann Dem Mensch sein bester Kumpel. Henselowsky Boschmann, Bottrop 2012, ISBN 978-3-942094-27-6